# František Havránek
František Havránek (* 11. Juli 1923 in Bratislava; † 26. März 2011) war ein tschechoslowakischer Fußballspieler und -trainer.

## Spielerkarriere
Havránek wuchs zunächst in der Nähe der Hohen Tatra auf, ehe die Familie nach der Aufspaltung der Tschechoslowakei 1939 nach Sadská übersiedelte. Dort lief er bis zum Ende des Zweiten Weltkrieges für den AFK Sadská auf.
In der Saison 1946/47 absolvierte er als Mittelfeldspieler zwei Erstligaspiele für den SK Židenice. Zur nächsten Saison wechselte Havránek zu Aston Villa Mladá Boleslav, das damals in der Divize českého venkova – sk. východ, einer von fünf Staffeln der zweithöchsten Klasse, spielte. Von 1949 bis 1950, die Saisondauer war zwischenzeitlich vom System Herbst/Frühjahr auf das Kalenderjahr umgestellt worden, spielte Havránek für Kolora Liberec (vormals Rapid) – zunächst als Torwart, später als Verteidiger. Rapid gelang 1949 der Aufstieg aus der 1. A třída, der vierthöchsten Spielklasse der Tschechoslowakei, in die Divize, die 1950, Rapid hieß jetzt Kolora, die dritthöchste Spielklasse war.
Bereits 1951 wechselte Havránek abermals den Verein und schloss sich dem erst 1949 gegründeten Slavoj Liberec an. Dieser spielte zunächst unterklassig, wurde aber zur Saison 1953 administrativ in die 1. Liga  (Přebor republiky) eingeteilt. Havránek bestritt alle 13 Erstligaspiele dieser auf eine Runde verkürzten Saison. Den Abstieg seiner Mannschaft konnte der Abwehrspieler allerdings nicht verhindern.
Zur Saison 1954 schloss sich Havránek dem Zweitligisten Jiskra Jablonec nad Nisou an, für den er bis 1956 aktiv war. Seine aktive Karriere ließ er in der Spielzeit 1957/58 als Spielertrainer bei Jiskra Mimoň ausklingen. In Mimoň war er noch bis 1960 als Trainer in der 1. A třída tätig.

## Trainerkarriere
Ab 1961 studierte Havránek Sport in Prag, wo er 1964 graduierte. Anschließend arbeitete er als Trainer in der Tschechoslowakei. Zunächst übernahm er den damaligen Zweitligisten Spartak Hradec Králové, mit dem er in die erste Liga aufstieg. Daraufhin ging er 1966 zu Slavia Prag, ehe er ab 1970 beim zyprischen Klub EPA Larnaka sein erstes Auslandsengagement antrat. Nach seiner Rückkehr trainierte er Zbrojovka Brünn, für den er unter dem Namen SK Židenice bereits als Spieler aufgelaufen war, sowie den polnischen Klub Ruch Chorzów.
Ende der 1970er-Jahre trat Havránek in den Dienst des Landesverbandes. Für diesen betreute er die Olympia-Auswahlmannschaft bei den vom Boykott etlicher westlicher Staaten geprägten Olympischen Sommerspielen 1980. Durch einen 1:0-Endspielerfolg über die DDR-Olympiamannschaft gewann er mit der Tschechoslowakei die Goldmedaille. Wenig später übernahm er die A-Nationalmannschaft auch offiziell, verpasste mit ihr aber hinter Rumänien und Schweden deutlich die Qualifikation zur Europameisterschaftsendrunde 1984. Anschließend übernahm Josef Masopust den Trainerposten, Havránek ging als Trainer von AEL Limassol erneut nach Zypern. Im Alter von 63 Jahren beendete er dort seine Trainerkarriere.
2007 ließ sich Havránek in Prag nieder, wo er sich dem Hobby der Gärtnerei widmete. Im Frühjahr 2011 verstarb er im Alter von 87 Jahren.